# Bīsheh Band
Bīsheh Band (persiska: بيشِه بَند, Bīsheh Tappeh, Bīsheh Boneh, بيشه تپه, بيشه بنه, بیشه بند) är en ort i Iran.   Den ligger i provinsen Mazandaran, i den norra delen av landet, 230 km öster om huvudstaden Teheran. Bīsheh Band ligger 1 425 meter över havet och antalet invånare är 641.
Terrängen runt Bīsheh Band är kuperad. Runt Bīsheh Band är det ganska tätbefolkat, med 72 invånare per kvadratkilometer. Närmaste större samhälle är Nez̧ām Maḩalleh, 16,7 km norr om Bīsheh Band. Trakten runt Bīsheh Band består till största delen av jordbruksmark.